# La Roulotte de Donald
Pour plus de détails, voir Fiche technique et Distribution.
La Roulotte de Donald (Trailer Horn) est un dessin animé de la série des Donald produit par Walt Disney pour RKO Radio Pictures sorti le 28 avril 1950.

## Synopsis
Attiré par la caravane de Donald, qui campe en pleine forêt, Tic et Tac vont lui infliger une avalanche de soucis qui vont perturber son moment de villégiature...

## Fiche technique
- Titre original : Trailer Horn
- Titre français : La Roulotte de Donald
- Série : Donald Duck
- Réalisateur : Jack Hannah
- Scénario : Roy Williams
- Animateur : Bill Justice, Volus Jones et Bob Carlson
- Effets d'animation : Jack Boyd
- Layout : Yale Gracey
- Décor : Thelma Witmer
- Musique: Paul J. Smith
- Voix : Clarence Nash (Donald)
- Producteur : Walt Disney
- Société de production : Walt Disney Productions
- Distributeur : RKO Radio Pictures
- Date de sortie : 28 avril 1950[1]
- Format d'image : couleur (Technicolor)
- Son : Mono (RCA Photophone)
- Durée : 6 min
- Langue : (en)
- Pays :  États-Unis

## Commentaires
Ce film est à nouveau une confrontation entre Donald et Tic et Tac.

## Titre en différentes langues
D'après IMDb :
- Finlande : Lomanpilaajat Tiku ja Taku
- Suède : Kalle Anka campar med Piff och Puff et Kalle Ankas sommarnöje